# Suusamyr (Kökömeren)
Der Suusamyr (kirgisisch Суусамыр) ist der rechte Quellfluss des Kökömeren in Zentral-Kirgisistan (Zentralasien).
Der Suusamyr entspringt am Nordhang der Suusamyrtoo-Bergkette. Er fließt anfangs nach Norden. Später wendet er sich dann nach Osten. Die Fernstraße M41 führt vom westlich gelegenen Alabel-Pass hinab in das Tal des Suusamyr und führt entlang dem Mittellauf. An der Einmündung des Ötmök von links zweigt die Straße über den Ötmök-Pass nach Talas ab. Der Suusamyr durchfließt in einem breiten Tal den Distrikt Panfilow im südwestlichen Teil des Oblus Tschüi. Im Norden erstreckt sich das Kirgisische Gebirge. Der Suusamyr vereinigt sich schließlich mit dem von Norden kommenden Karakol zum Kökömeren. Der Suusamyr hat eine Länge von 90 km. Sein Einzugsgebiet umfasst 2410 km². Der mittlere Abfluss liegt bei 39,3 m³/s.